# Johann Maria Carl Farina

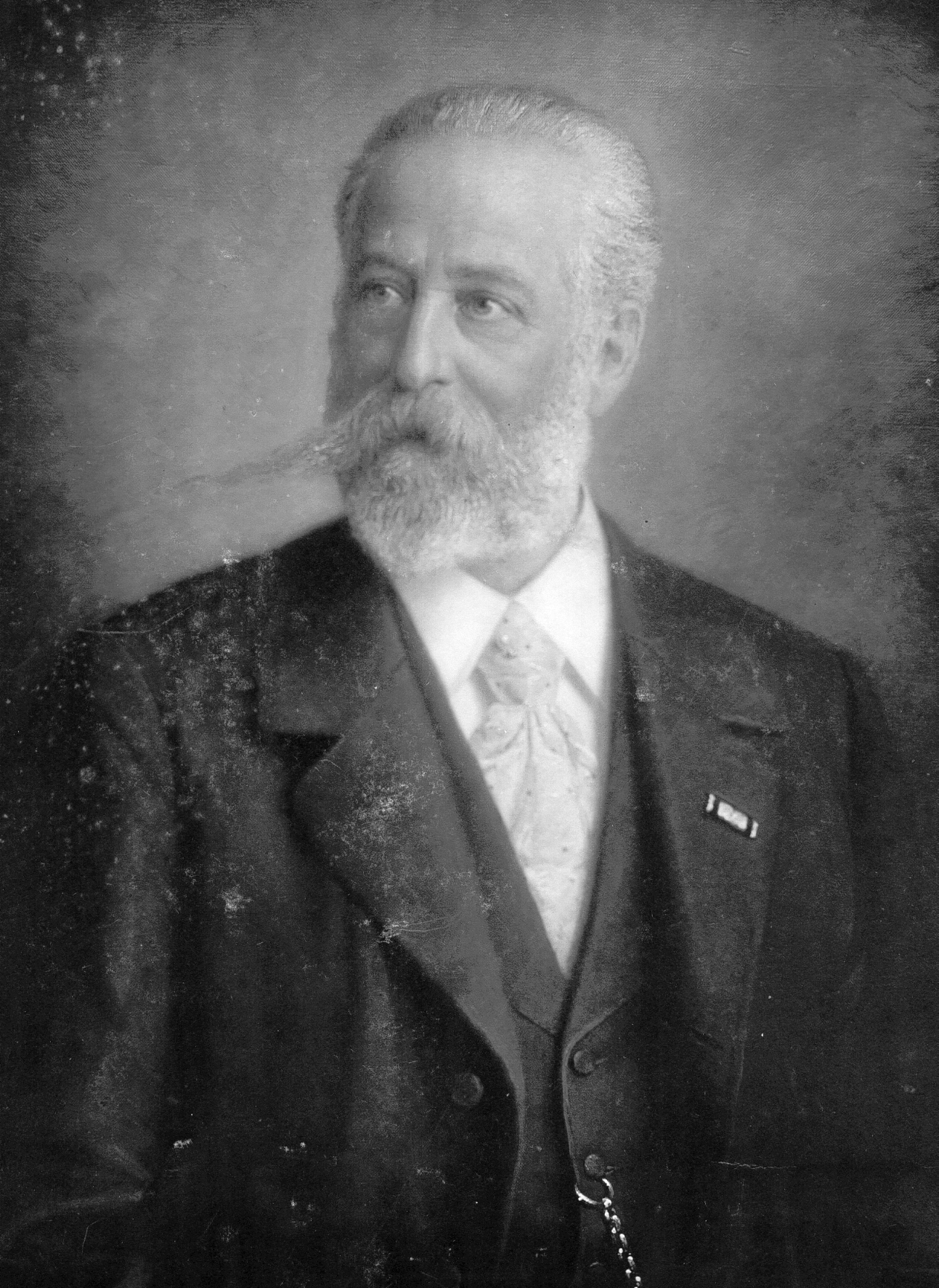
Johann Maria Carl Farina

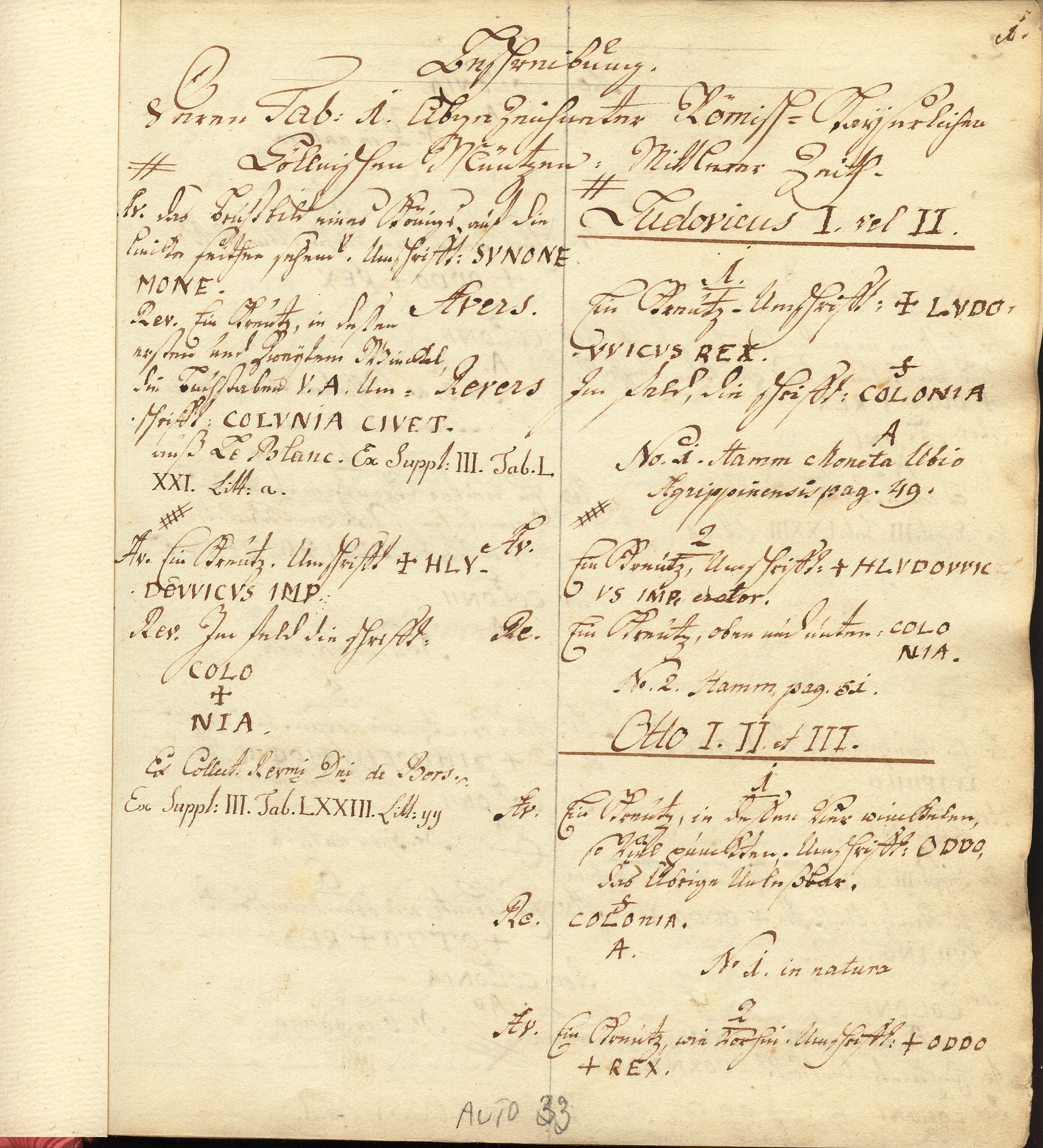
Verzeichnis der Kölnische Münzsammlung von Johann Maria Carl Farina, Seite 1 von 305

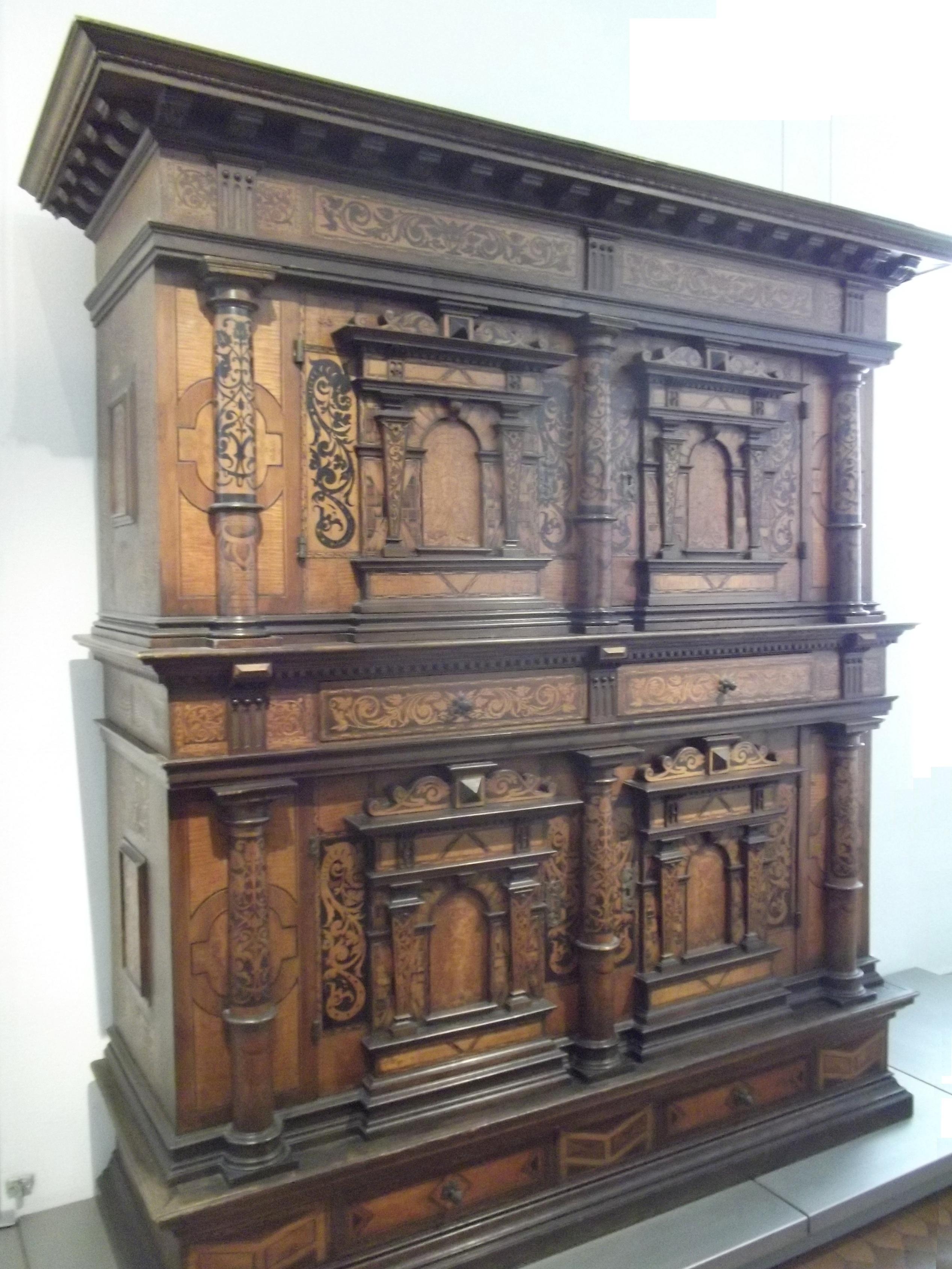
Fassadenschrank Süddeutschland, ca. 1618. Stiftung Johann Maria Carl Farina, Museum für angewandte Kunst, Inv. Nr. A 10

Johann Maria Carl Farina (* 10. Juli 1840 in Köln; † 21. August 1896 ebenda) war Kölnisch-Wasser-Fabrikant, Sammler und Stifter.

## Leben
In Würdigung seiner Stiftungen pflegt die Stadt Köln auf alle Zeiten seine Grabstätte auf Melaten (Flur 60).
Er war einer der Söhne von Jean Marie Farina. Nach dem Tode seines älteren Bruders leitete er die Eau de Cologne Fabrik „Johann Maria Farina gegenüber dem Jülichs-Platz“.
Er war ein großer Sammler. Seine Sammlung Reichs- und Kurkölnischer Münzen ging nach seinem Tode in den Besitz der Stadt Köln. Diese Münzsammlung enthielt fast alle jemals geprägten Münzen Kölns. Damit gelangte Köln in den Besitz eines kompletten Bestandes, der sich heute im Kölnischen Stadtmuseum befindet. (Stiftung für den Erwerb der Farinaschen Münzsammlung durch die Stadt Köln 27. November 1896)
Zusammen mit anderen prominenten Kölnern stiftete er 1894 das Rubens Gemälde Juno und Argus dem Wallraf-Richartz Museum (WRM 1040).
1875 heiratete er Emma Ida von Glucsak (* 14. März 1853). Sie stiftete 1898 mit anderen Stiftern dem Wallraf-Richartz Museum das Gemälde St. Franziskus in der Portiuncula, gemalt von Bartolomé Esteban Murillo (WRM 1046).